# یواس‌اس پستورس (ای‌اف-۱۶)
یواس‌اس پستورس (ای‌اف-۱۶) (به انگلیسی: USS Pastores (AF-16)) یک کشتی بود که طول آن ۴۸۶ فوت ۶ اینچ (۱۴۸٫۲۹ متر) بود. این کشتی در سال ۱۹۱۲ ساخته شد.